# Mazuca amoena
Mazuca amoena is een vlinder uit de familie uilen (Noctuidae). De wetenschappelijke naam van deze soort is voor het eerst geldig gepubliceerd in 1933 door Jordan.
De soort komt voor in tropisch Afrika.